# Pikkjärve
Pikkjärve är en ort i Estland. Den ligger i Palamuse kommun och landskapet Jõgevamaa, i den centrala delen av landet, 140 km sydost om huvudstaden Tallinn. Pikkjärve ligger 62 meter över havet och antalet invånare är 144.
Terrängen runt Pikkjärve är platt. Runt Pikkjärve är det glesbefolkat, med 11 invånare per kvadratkilometer. Närmaste större samhälle är Jõgeva, 13,9 km nordväst om Pikkjärve. Omgivningarna runt Pikkjärve är en mosaik av jordbruksmark och naturlig växtlighet.